# Lillkuddlav
Lillkuddlav (Lichinodium ahlneri) är en lavart som beskrevs av Henssen. Lillkuddlav ingår i släktet Lichinodium och familjen Lichinaceae.  Arten är reproducerande i Sverige. Inga underarter finns listade i Catalogue of Life.